# Malá vítězství
Malá vítězství je 1. epizodou 4. řady sci-fi seriálu Hvězdná brána.

## Děj epizody
Replikátor, který přežil v předchozím díle, napadne ruskou ponorku, zabije celou posádku a začne se reprodukovat. Thor přijde Hvězdnou bránou na Zemi, potřebuje pomoci. Sam jde s ním na jeho domovskou planetu. Na jejich planetu míří tři lodě kontrolované replikátory. Asgardi mají novou bitevní loď O'Neill, která má trup ze slitiny naquahdahu, trinia a uhlíku. Majora Carterovou napadne nalákat replikátory na tuto loď a poté ji odpálit. Plán vyjde loď je zničena. Plukovník Jack O'Neill a Teal'c jdou na ponorku s replikátory, chtějí zničit toho jednoho původního, protože jen ten je z kvalitní slitiny. Replikátoři jsou z toho, co „jedí“. Zničí ho, ale ven se nedostanou, dají rozkaz k odpálení raket na ponorku. Na poslední chvíli se na oběžné dráze Země objeví Thor s majorem Carterovou a přenesou plukovníka O'Neilla a Teal'ca na loď.